# 부산영도우체국
부산영도우체국은 부산광역시 영도구 전역을 관할하는 부산지방우정청 소속 우체국이다.

## 기본 정보
- 주소: 부산광역시 영도구 태종로 89

## 연혁
- 1907년 2월 1일: 절영도 우편취급소 개소
- 1952년 8월 1일: 5급관서로 승격. 부산영도우체국으로 개칭
- 1965년 7월 24일: 청사 영도구 대교동 2가 81로 이전
- 1971년 12월 15일: 4급관서 승격
- 1979년 9월 7일: 5급관서로 격하
- 1990년 10월 22일: 청사 개축
- 1993년 11월 27일: 청사 개축 준공
- 2001년 5월 26일: 부산절영도우편취급소 위탁계약 해지[1]
- 2014년 1월 1일: 우편구역을 다음과 같이 고시[2]

| 배달국         | 배달구역      | 구역번호      |
| -------------- | ------------- | ------------- |
| 부산영도우체국 | 영도구 전지역 | 49000 ~ 49127 |

- 2014년 7월 4일: 한국해양대학교우체국 폐국[3]
- 2014년 7월 7일: 한국해양대학교우편취급국 설치[4]
- 2015년 10월 30일: 부산봉래동우체국 폐국[5]

## 관할 우체국
| 우체국명                 | 사진 | 주소                                     | 비고                  |
| ------------------------ | ---- | ---------------------------------------- | --------------------- |
| 부산동삼3동우체국        |      | 부산광역시 영도구 상리로 37              |                       |
| 부산동삼동우체국         |      | 부산광역시 영도구 동삼로 37-1            |                       |
| 부산봉래동우체국         |      | 부산광역시 영도구 하나길 866 (봉래동5가) | 2015년 10월 30일 폐국 |
| 부산영선동우체국         |      | 부산광역시 영도구 절영로 96-1            |                       |
| 부산절영도우편취급소     |      | 부산광역시 영도구 신선동3가 70           | 2001년 5월 26일 폐국  |
| 부산청학동우체국         |      | 부산광역시 영도구 청학로 87              |                       |
| 한국해양대학교우체국     |      | 부산광역시 영도구 태종로 727             | 2014년 7월 4일 폐국   |
| 한국해양대학교우편취급국 |      | 부산광역시 영도구 태종로 727             | 2014년 7월 7일 신설   |

## 조직
- 우편물류과
- 영업과
- 경영지도실

## 자매 우체국
- 이즈하라 우편국